# Basilique de Stamáta
La basilique de Stamáta (grec moderne : βασιλική της Σταμάτας) est un ancien édifice chrétien situé à Stamáta, dans la périphérie de l'Attique, en Grèce.

## Emplacement
L'édifice est situé sur la colline de Mygdaléza, à Stamáta.

## Histoire et description
Construite entre la fin du Ve et le début du VIe siècle, cette basilique paléochrétienne, d'une largeur de 15,55 mètres, est composée de trois nefs avec narthex, ainsi que de bâtiments adjacents, dont un baptistère,.
Comme possible date de destruction de l'édifice, est proposée la période entre la fin du VIIe siècle et le début du VIIIe siècle, pendant laquelle, en raison des invasions slaves et arabes, la plupart des monuments grecs datant de la période paléochrétienne sont détruits.
Au cours du XIe siècle, une partie de la nef centrale est reconstruite et convertie en église, tandis que ses alentours sont utilisés comme cimetière par la population locale.
Vers la fin du XIXe siècle, l'existence de cette dernière église est attestée, sous le nom de Sainte-Parascève (grec moderne : Αγία Παρασκευή) ou Saint-Nicolas (grec moderne : Άγιος Νικόλαος).
En 1988, une tombe jumelle en forme de boîte, décorée d'une croix, ainsi que de représentations d'oiseaux et d'épigraphes priant pour le salut de l'âme des défunts, est découverte sur le site, lors de fouilles organisées par la Ière éphorie des antiquités byzantines, qui, en 1996, est déplacée vers le Musée byzantin et chrétien d'Athènes. Le 28 juillet 2018, cette dernière tombe est victime d'un acte de vandalisme, ainsi que d'autres objets exposés ce jour-là.